# 岡田包義
岡田 包義（おかだ かねよし、1900年4月19日 - 2000年7月6日）は、日本の内務官僚。徳島県知事、北海道庁長官。

## 経歴
岡山県岡山市出身。岡田吟平の五男として生まれる。第六高等学校を経て、1924年、東京帝国大学法学部政治学科を卒業。1923年12月、高等試験行政科試験に合格。1924年、内務省に入り東京府属となる。以後、社会局勤務、茨城県事務官、静岡県経済部長、和歌山県総務部長、長崎県総務部長、福岡県書記官・総務部長、同内政部長などを歴任。
1945年6月、徳島県知事に就任。1947年2月、官選最後の北海道庁長官に就任し、同年4月に退任。1950年6月、北海道開発庁が発足すると、初代次長（事務次官）に就任し、1953年1月に退官した。
兄・岡田忠彦の政界引退後、その後継者として1955年の第27回衆議院議員総選挙に自由党公認で出馬したが落選した。
1956年6月、北海道東北開発公庫理事となり、1961年4月、同副総裁に就任し1963年4月まで在任。その後、北海道貿易組合連合会会長、石狩開発会長、同相談役などを歴任。
2000年7月6日、100歳で死去。官選徳島県知事・北海道庁長官経験者では最長寿だった。

## 親族
- 子息 岡田新一（最高裁判所等を設計した建築家）[要出典]
- 兄 岡田忠彦（衆議院議長・厚生大臣）